# Worniny
Worniny [pronunciación en polaco: /vɔrˈninɨ/] (en alemán: Warneinen) es un pueblo ubicado en el distrito administrativo de Gmina Ostróda, dentro del Condado de Ostróda, Voivodato de Varmia y Masuria, en Polonia del norte. Se encuentra aproximadamente a 4 kilómetros al sureste de Ostróda y a 34 kilómetros al oeste de la capital regional Olsztyn.